# Allobates goianus
Allobates goianus (synoniem: Colostethus goianus) is een kikkersoort uit de familie van de Aromobatidae. De wetenschappelijke naam van de soort is voor het eerst geldig gepubliceerd in 1975 door Werner Carl August Bokermann.
Deze soort is alleen bekend in de staat Goiás, Brazilië. En is gezien op drie locaties: nationaal park Chapada dos Veadeiros, Floresta Nacional de Silvânia en het stuwmeer Serra da Mesa.
A. goianus legt haar eieren op het land, en de larven worden vervolgens door de ouders naar het water gebracht, waar ze zich verder ontwikkelen.